# Episodi di Tracker (prima stagione)
La prima stagione della serie televisiva Tracker, composta da 13 episodi, è stata trasmessa in prima visione assoluta negli Stati Uniti d'America da CBS dal 11 febbraio 2024 al 19 maggio 2024.
In lingua italiana, la stagione è stata trasmessa in prima visione a pagamento in Italia da Disney+, dall'24 aprile
| nº | Titolo originale        | Titolo italiano                | Prima TV USA     | Prima TV Italia |
| -- | ----------------------- | ------------------------------ | ---------------- | --------------- |
| 1  | Klamath Falls           | Klamath Falls                  | 11 febbraio 2024 | 24 aprile 2024  |
| 2  | Missoula                | Missoula                       | 18 febbraio 2024 | 2024            |
| 3  | Springland              | Springland                     | 25 febbraio 2024 | 2024            |
| 4  | Mt. Shasta              | Mt. Shasta                     | 3 marzo 2024     | 2024            |
| 5  | St. Louis               | St. Louis                      | 17 marzo 2024    | 2024            |
| 6  | Lexington               | Lexington                      | 24 marzo 2024    | 2024            |
| 7  | Chicago                 | Chicago                        | 31 marzo 2024    | 2024            |
| 8  | Camden                  | Camden                         | 14 aprile 2024   | 2024            |
| 9  | Aurora                  | Aurora                         | 21 aprile 2024   | 2024            |
| 10 | Into the Wild           | Nelle terre selvagge           | 28 aprile 2024   | 2024            |
| 11 | Beyond the Campus Walls | Al di là delle mura del campus | 5 maggio 2024    | 2024            |
| 12 | Off the Books           | In via ufficiosa               | 12 maggio 2024   | 2024            |
| 13 | The Storm               | La tempesta                    | 19 maggio 2024   | 2024            |

## Klamath Falls
- Titolo originale: Klamath Falls
- Diretto da: Ken Olin
- Scritto da: Ben H. Winters